# 馬原鉄男
馬原 鉄男（まはら てつお、1930年12月15日 - 1992年7月2日）は、日本の歴史学者・部落問題研究家。宮崎県高千穂町の貧しい小作農の三男。中原 京三名義による著作もある。
部落問題研究所主任研究員として、共同研究『水平運動史の研究』（全6巻）、『戦後部落問題の研究』（全7巻）を主導した。
一方、主著『日本資本主義と部落問題』の主張の根幹が、日本共産党の「国民的融合論」提唱によって否定されたため、自ら絶版に付したこともあった。

## 経歴
- 1930年 宮崎県西臼杵郡高千穂町に生まれる
- 1945年 高千穂小学校高等科卒業
- 1949年 宮崎師範学校本科修了
- 1951年 宮崎大学学芸学部中学社会科二年課程修了
- 1951年 宮崎県西臼杵郡三ヶ所中学校教諭（～1953年）
- 1953年 結婚[2]
- 1956年 立命館大学文学部史学科日本史学科卒業
- 1956年 社団法人部落問題研究所専任研究員
- 1960年 立命館大学大学院文学研究科修士課程修了
- 1963年 大阪工業高等専門学校専任講師
- 1964年 大阪工業高等専門学校助教授
- 1971年 大阪工業高等専門学校教授
- 1971年 社団法人部落問題研究所理事
- 1971年 全国部落問題研究協議会事務局長
- 1978年 大阪工業大学短期大学部教授
- 1980年 立命館大学経済学部教授
- 1981年 全国部落問題研究協議会代表幹事
- 1988年 立命館中学校・立命館高等学校長（～1991年）
- 1992年 死去

## 著書

### 単著
- 『解放への闘いと教育』（汐文社、1963年）
- 『日本資本主義と部落問題』 （部落問題研究所、1971年）
- 『水平運動の歴史』　（部落問題研究所、1972年）
- 『テキスト部落問題の歴史』　（部落問題研究所、1975年）
- 『現代日本の部落問題』　（部落問題研究所、1976年）
- 『新しい部落解放の理論』　（兵庫部落問題研究所、1978年）
- 『追跡えせ同和行為』　（部落問題研究所編・刊、1988年）
- 『転換期の部落解放運動』　（部落問題研究所、1988年）
- 『部落解放運動の七〇年』　（新日本出版社、1992年）
- 『新版 水平運動の歴史』　（部落問題研究所、1992年） ISBN 482982039X

### 共著・共編著
- 『進路保障』（部落問題研究所、1963年）
- 『現代日本の社会問題』全4巻　（汐文社、1966年から1969年）
- 『黒田庄町史』　（黒田庄町史編纂委員会、1972年）
- 『写真集 水平運動の人々』　（部落問題研究所、1982年） 写真・山田梅雄
- 『九〇年代の部落問題―「法」以後への提起』　（部落問題研究所、1990年）杉之原寿一・東上高志との共編著
- 『近代天皇制国家の社会統合』　（文理閣、1991年） 掛谷宰平との共編著
- 『従軍慰安婦―その支配と差別の構図―』　（部落問題研究所、1992年） 千田夏光との対談
- 『天皇制国家の統合と支配』　（文理閣、1992年） 岩井忠熊との共編著